# Russische Wahre Orthodoxe Kirche

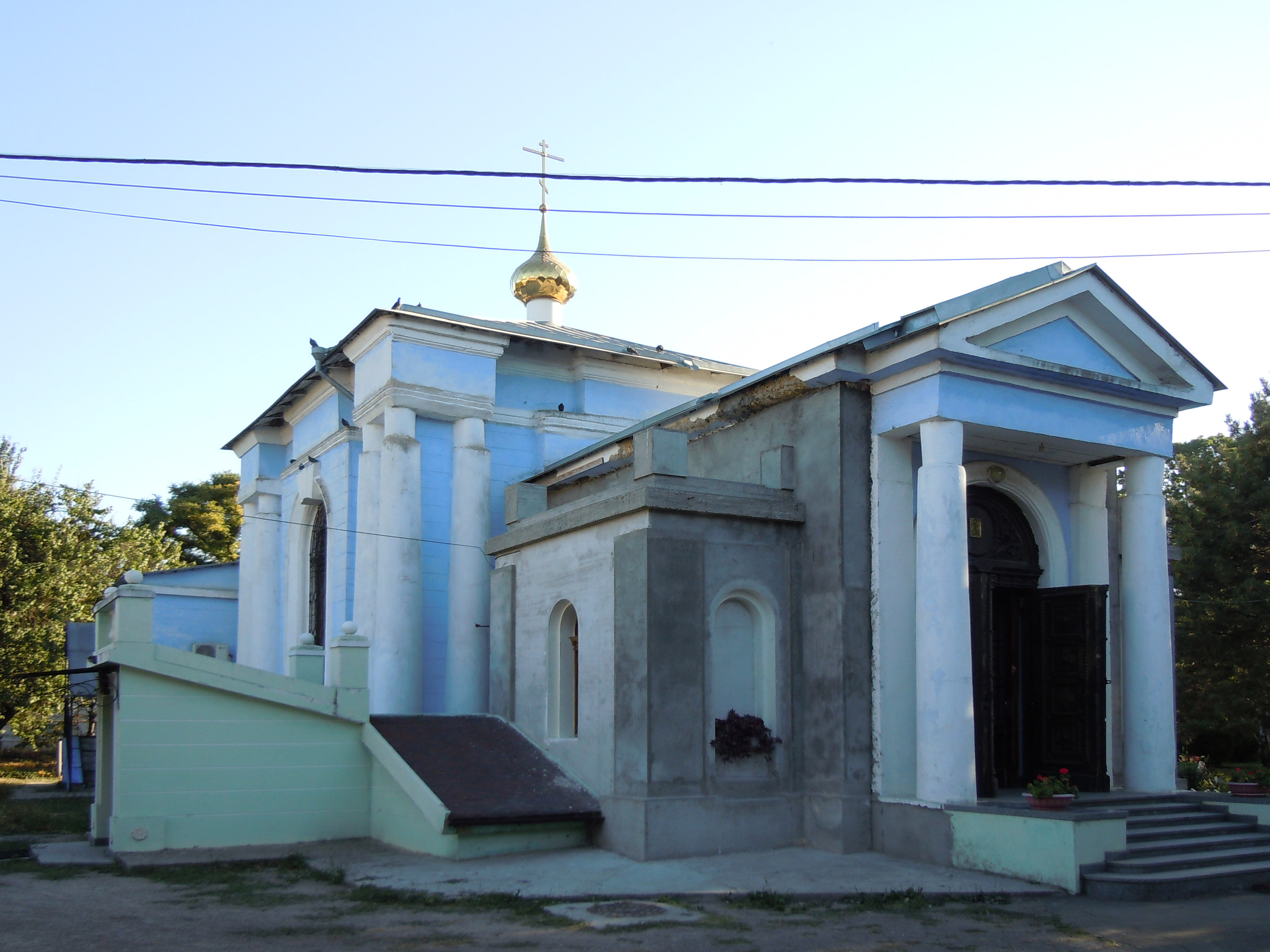
Kirche des heiligen Johannes von Kronstadt in Odessa

Die Russische Wahre Orthodoxe Kirche (russisch Русская истинно-православная церковь Russkaja istinno-prawoslawnaja zerkow; Abk. РИПЦ / RIPZ) ist eine orthodoxe Kirche in Russland, der Ukraine, Belarus und Kasachstan.
Sie wird von den anderen orthodoxen Kirchen nicht anerkannt.

## Strukturen
Die Kirche besteht aus fünf Diözesen in Russland, der Ukraine, Belarus und Kasachstan. Bis 2015 gab es auch eine Eparchie in den USA, bis 2016 eine Mission in Frankreich. Oberhaupt ist Metropolit Tichon von Omsk und Sibirien.

## Lehren und Praxis
Die Kirche ist orthodox in ihrer Theologie und der geistlichen Praxis. Die Liturgie wird im byzantinischen Ritus gefeiert, der Kalender ist der Julianische Kalender.
Die Kirche grenzt sich stark von der Russisch-Orthodoxen Kirche ab. Sie akzeptiert keine Weihen dieser Kirche. Die Begründung dafür ist, dass die Russisch-Orthodoxe Kirche in der Sowjetunion sich zu sehr an das politische System angepasst hat und damit von der kanonischen Rechtmäßigkeit abgewichen sei. Sie verurteilt auch deren Ökumenismus als zu große Annäherung an die römisch-katholische Kirche.

## Geschichte
1998 trennten sich die Bischöfe Lasar (Schurbenko) von Odessa und Benjamin (Russalenko) von Kuban von der Russischen Orthodoxen Kirche im Ausland und gründeten die Russische Wahre Orthodoxe Kirche. Die Gemeinden kamen ursprünglich aus der oppositionellen Katakombenkirche.
2001 unterstellte sich die Kirche der neuen Russischen Orthodoxen Kirche im Ausland unter Metropolit Witali. 2002 weihten Lasar und Benjamin neue Bischöfe, ohne die Zustimmung von Metropolit Witali. Sie wurden daraufhin von dieser Kirche ihrer Ämter enthoben.

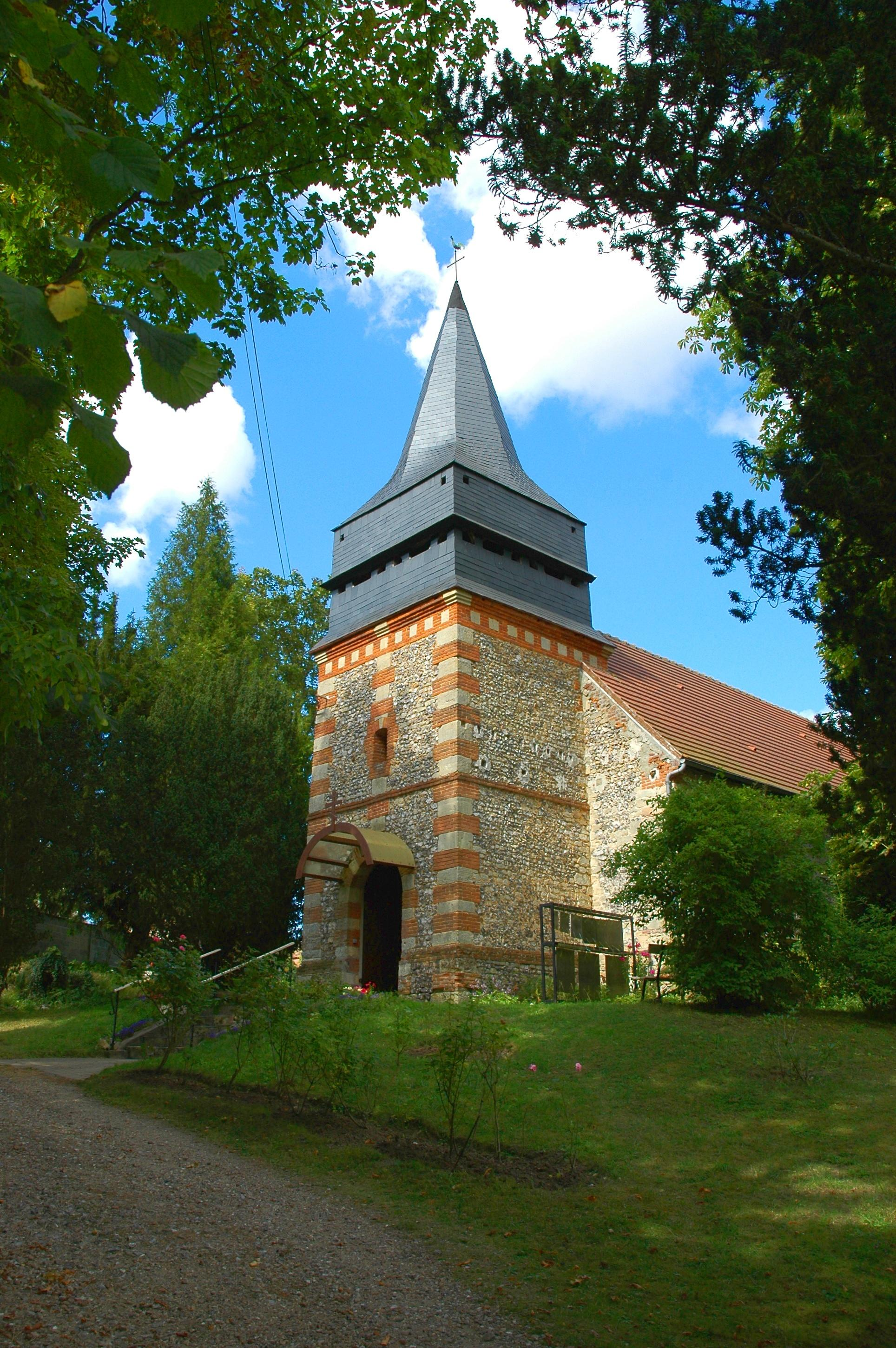
Kloster in Chavincourt-Provement

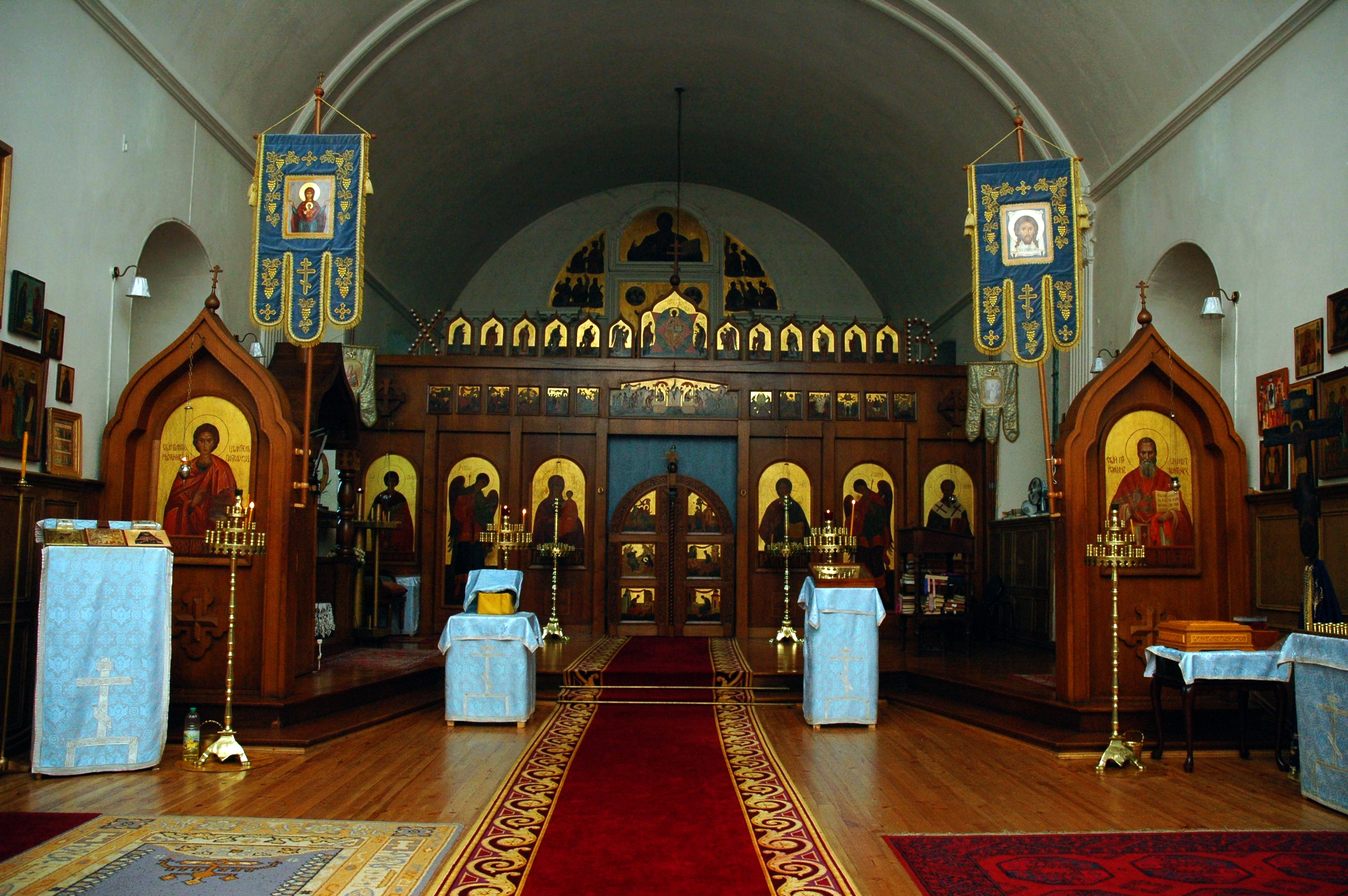
Klosterkirche

2003 gründeten beide wieder eine Russische Wahre Orthodoxen Kirche. 2006 und 2007 schlossen sich zahlreiche Geistliche und Gemeinden aus der Russischen Orthodoxen Kirche im Ausland an, die deren Zusammengehen mit der Russisch-Orthodoxen Kirche ablehnten. Dazu gehörte das Lesna-Kloster in Frankreich. In den USA wurde eine neue Eparchie gebildet. Es wurde auch eine Russisch-Orthodoxe Kirche in Griechenland gegründet.
2008 gab es Gespräche mit der Kirche der wahren orthodoxen Christen Griechenlands (Chrysostomos-Synode) über eine Eucharistie- und Kirchengemeinschaft. In diesem Jahr gehörten zur Kirche nach eigenen Angaben etwa 200 Gemeinden.
In den folgenden Jahren gab es Zugänge und Abgänge von Geistlichen und Gemeinden.
2014 kam es zu erheblichen Verwerfungen innerhalb der Kirche auf Grund unterschiedlicher Bewertungen der politischen Ereignisse in der Ostukraine. Seit 2015 verließen viele Geistliche die Kirche, darunter auch das Lesna-Kloster in Frankreich. Grund war auch eine radikalere theologische und,kirchenrechtliche Abgrenzung von der Russisch-Orthodoxen Kirche. 2016 löste sich auch die Eparchie in den USA und wurde unabhängig.